# Pelourinho de Silves
O Pelourinho de Silves situa-se na freguesia de Silves e no município homónimo, no distrito de Faro, em Portugal.
D. Afonso III concedeu um foral a Silves em 1266, alguns anos após a conquista definitiva da cidade por D. Paio Peres Correia, mestre da Ordem de Santiago. Um primitivo pelourinho deve ter sido erguido por volta de 1505, ano em que D. Manuel I concedeu um novo foral à cidade.
O pelourinho que existe atualmente, porém, deriva de uma remodelação realizada em tempos de D. Maria I, e localizava-se provavelmente na Praça do Município. Em 1878 a Câmara Municipal desmontou o monumento e os fragmentos se dispersaram. Alguns anos depois foi remontado, mas apenas a parte superior, em forma de coroa real, pode ser considerado ainda original.
Está classificado como Imóvel de Interesse Público desde 1933.